# KQエンターテインメント
KQエンターテインメント（英：KQ Entertainment、朝：KQ 엔터테인먼트）は、韓国の芸能事務所。

## 概要
2013年に「Seven seasons」として設立され、2016年4月に「KQエンターテインメント」に改名された。
現在は、Block Bのマネジメントを担当するSeven SeasonsとATEEZ・EDEN・Maddox・xikersなどが所属するKQ Produceを傘下レーベルとして置いている。
経営理念として「人本主義」を掲げ、KQは何より人を優先し、構成員の肯定的な面と自由・尊厳性を尊重し、KQの構成員は3つの原則的態度(誠実さ・共感的理解・無条件の尊重)を守ることを社訓としている。

## 所属アーティスト

### 現所属アーティスト
- Block B
  - テイル
  - パクキョン
- EDEN
- Maddox

- ATEEZ
  - ホンジュン
  - ソンファ
  - ユノ
  - ヨサン
  - サン
  - ミンギ
  - ウヨン
  - ジョンホ

- xikers
  - ミンジェ
  - ジュンミン
  - スミン
  - ジンシク
  - ヒョヌ
  - ジョンフン
  - セウン
  - ユジュン
  - ハンター
  - イェチャン

### 過去の所属アーティスト
- Block B
  - テイル
  - ビボム(2023年1月4日 契約満了)
  - ジェヒョ(2023年1月4日 契約満了)
  - ユグォン(2023年1月4日 契約満了)
  - パクキョン
  - ジコ(2018年11月23日 契約満了)
  - ピオ(2021年9月11日 契約満了)
- ヘイ(所属時は”LUCY”の芸名で活動)
- HLB
- ホ・ヨンセン(2017年 - 2020年)
- Babylon
- SCORE

## プロデュースチーム

### Edenary
- EDEN
- Ollounder
- Peperoni
- Oliv
- Maddox
- Door
- BUDDY
- HL

#### 過去のEdenaryメンバー
- LEEZ